# Piesacus exiguus
Piesacus exiguus är en skalbaggsart som beskrevs av Maria Helena M. Galileo 1987. Piesacus exiguus ingår i släktet Piesacus och familjen långhorningar. Inga underarter finns listade i Catalogue of Life.